# Paraipaba
Paraipaba là một đô thị thuộc bang Ceará, Brasil. Đô thị này có diện tích 301,123 km², dân số năm 2007 là 27823 người, mật độ 92,4 người/km².